# مارسيو كورديرو
مارسيو كورديرو هو لاعب كرة قدم برازيلي في مركز الدفاع، ولد في 7 يناير 1993 في بلدية إيغوابي في البرازيل. لعب مع ديسبورتيفو تروفينسي.